# Atahualpa
Atahualpa (Quito, 1500 o 1502- Cajamarca, 29 d'agost de 1533) fou el darrer sobirà de l'Imperi Inca.
Va isputar el tron al seu germà gran Huàscar, la qual cosa facilità la conquesta castellana.
Francisco Pizarro el va empresonar i va exigir un gran rescat a canvi d'alliberar-lo. Malgrat haver pagat la quantitat exigida, fou condemnat a mort i penjat.
D'acord amb la seva petició, va ser executat estrangulant amb un garrot el 26 de juliol de 1533. Algunes fonts indiquen que Atahualpa va rebre el nom de St. Joan Baptista i assassinat el 29 d'agost, dia de la festa de la decapitació de Joan Baptista. Investigacions posteriors han demostrat que aquest relat és incorrecte. La seva roba i part de la seva pell van ser cremades i les seves despulles van ser enterrades cristianes. Atahualpa va ser succeït pel seu germà Túpac Hualpa i, més tard, per un altre germà, Manco Inca.

## Biografia
Neix a Quito, fill d'una princesa de l'ancià del Regne de Quito i de Sapa Inca Huayna Capac. Quan el seu pare mor, la successió al tron continua sent incerta, el fill designat per Huayna Capac havia mort per una epidèmia de verola. En la incertesa és coronat Huàscar, la mare del qual és una princesa de Cusco.

### L'imperi dividit
La noblesa del nord de l'imperi, que és hostil a Huàscar, decideix coronar Atahualpa, que va organitzar un nombrós exèrcit conformat per ètnies del nord ressentides amb els cusquenys per les matances que havien portat a terme Huayna Cápac i Túpac Yupanqui quan van conquerir aquests llocs. El príncep regnarà així dos anys a les províncies del nord de l'imperi on és honorat i respectat com a sobirà únic. Un statu quo que es manté fins que els generals de Quito aconsegueixen persuadir el príncep de pujar al tron de Cusco: l'imperi no ha de continuar estant dividit. Els generals Quizquiz, Chalcuchimac i Rumiñahui són al capdavant dels exèrcits de Quito, les hostilitats comencen.

### La Guerra de successió inca
Les primeres accions bèl·liques es van iniciar quan Atahualpa desobeir l'ordre de Huàscar d'anar a Cusco. La primera batalla la va guanyar Huàscar amb un exèrcit comandat pel seu germà i general anomenat Atoc.
Atahualpa va aprofitar una treva (en època de collita se suposa que cap ètnia andina ha de realitzar campanyes bèl·liques) i va prendre algunes ciutats del nord. És amb destinació a Cusco quan rep la notícia del desembarcament dels homes blancs i barbuts a la badia de Tumbes. El príncep fa vigilar els estrangers i es refereixen ja nombrosos abusos per la seva part. A poc a poc va arribar a Cusco gairebé invicte i va derrotar finalment a Huàscar.
Un cop pres Cusco, Atahualpa va intentar esborrar cada rastre de Huàscar matant els seus familiars, servents i simpatitzants. I les ètnies del nord que conformaven l'exèrcit d'Atahualpa van intentar esborrar tot rastre de Huayna Cápac i Túpac Yupanqui de qui fins i tot van cremar la seva mòmia.

### Captura a Cajamarca

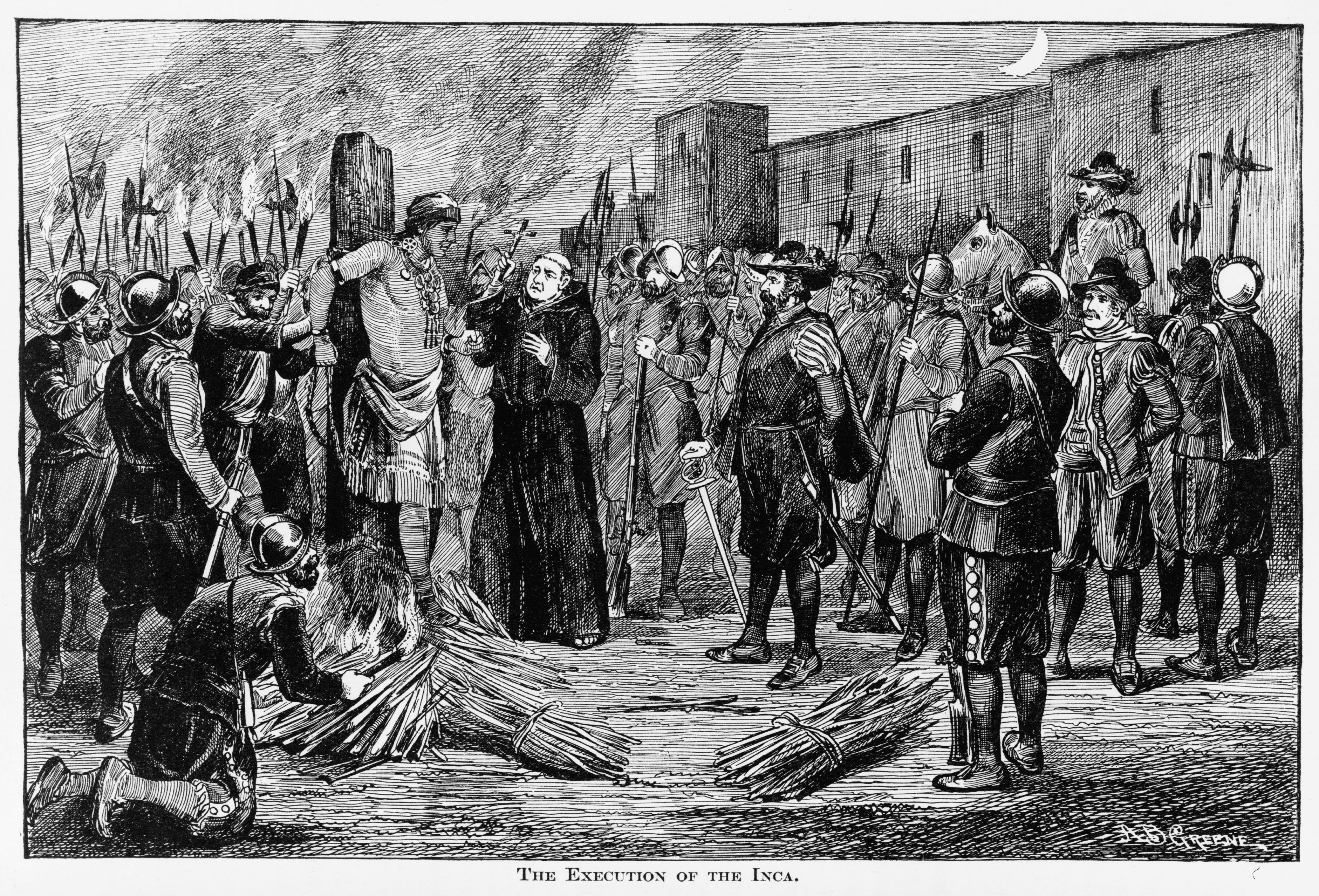
Execució imaginada d'Atahualpa a la foguera (il·lustració del)

El 16 de novembre de 1532, després d'algunes converses, Atahualpa és convidat pel conquistador castellà Francisco Pizarro, al poble de Cajamarca al nord de l'actual Perú. L'emperador Atahualpa va a les proximitats de Cajamarca envoltat del seu tribunal i escortat dels seus exèrcits triomfants, que són prou nombrosos per voltar tota la ciutat i acampar sobre tots els flancs de la vall. Per convèncer Atahualpa de trobar-se, Pizarro li proposa ajudar-lo en la lluita que manté amb el seu germà Huàscar. Desconfiat, Atahualpa accepta una entrevista en la qual indis i castellans han de ser-hi sense armes. No havent descobert la trampa, l'Inca entra amb gran pomba a la ciutat de Cajamarca: desitja impressionar els estrangers. A la seva llitera d'or, portada pels més nobles prínceps de l'imperi, el Fill del Sol és escortat per no menys de 30 000 homes i dones del seu tribunal i del seu exèrcit. És un sacerdot castellà qui presenta una bíblia al Príncep preguntant-li si accepta seguir la paraula del Déu únic. Atahualpa agafa el llibre i el porta a la seva orella. Aquest exclama que no sent cap paraula i llança el llibre. Per als castellans, la blasfèmia serà un bon pretext, havent-se fixat ja l'objectiu de capturar el príncep, donen llavors el senyal de l'atac. Amagats a les cases de la ciutat, els castellans armats es llancen sobre els indis que han vingut desarmats.
Havent lligat cascavells a les cames dels seus cavalls i tirant cap a tot arreu amb els seus fusells, creen un verdader pànic en els indis, que intenten fugir del lloc, però les sortides són massa petites, i molts són trepitjats. Enmig de la confusió, Atahualpa continua seient impassible sobre la seva llitera, mentre que els seus portadors són massacrats, altres es precipiten per mantenir-ho en la seva dignitat de Sapa Inca. Els castellans l'acaben agafant, i el sobirà inca és fet presoner. Però no sembla que amb això n'hi hagi prou, i fins a la nit, els castellans empaiten els indis per tota la vall, deixant darrere d'ells més de vint mil cadàvers entre els quals una gran part de la noblesa i de l'elit imperial vinguda en to de pau.
Veient que els conqueridors tenien un interès especial per als metalls preciosos, el príncep proposa per al seu alliberament un fabulós rescat en or i en diners. Els castellans accepten. A l'ordre del sobirà, els indis aporten de tot l'imperi una quantitat extraordinària d'or i de diners, els temples es buiden (es parla llavors de 12 tones d'or i de diners). Durant la seva detenció, Atahualpa rep notícies dels seus exèrcits: el príncep de Cusco Huàscar és fet pres i tancat a Sacsayhuamán, Atahualpa que sembla creure que els castellans l'alliberaran, ordena fer executar el seu rival.

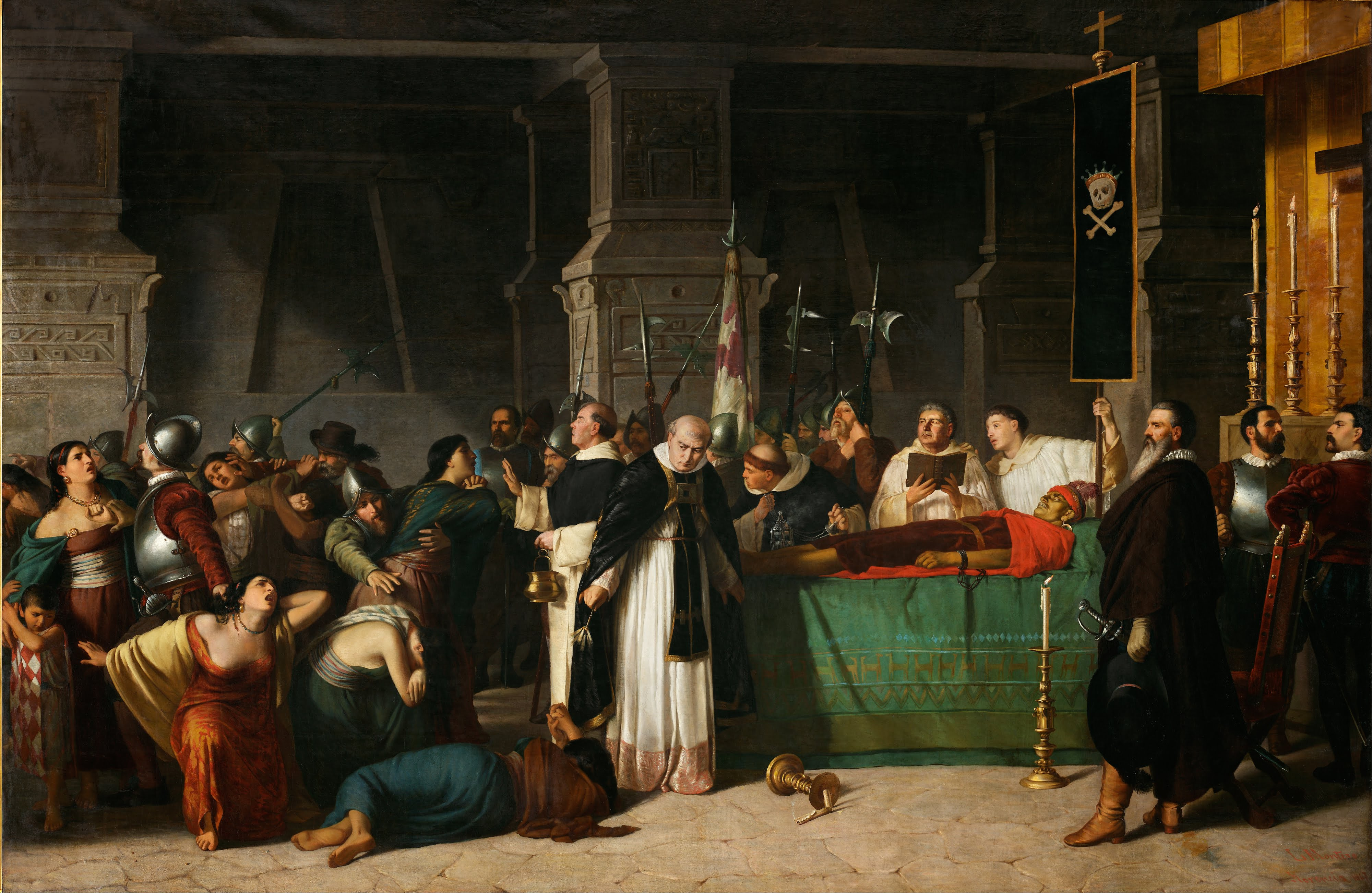
Funerals d'Atahualpa

Després del pagament del rescat, els castellans, havent pres la mesura de la potència del Príncep al seu regne, comencen a pensar que aquest home, que té tant prestigi i autoritat sobre el seu poble, acabarà tard o d'hora per recuperar-la. Els castellans més radicals proposen executar el Príncep i col·locar un emperador titella al seu lloc, que serà més manipulable. El Príncep és condemnat a ser cremat a la foguera, però suplica perquè sigui mort al garrot. L'execució té lloc a la seva cel·la el 29 d'agost de 1533. L'Imperi Inca és aniquilat. Els castellans continuaran el seu pla posant al tron Manco Inca també dit Manco Capac II.
Als ulls de nombrosos habitants dels països andins, el príncep Atahualpa continua sent una figura històrica molt considerada basant-se en l'aspecte tràgic de la seva captura pels castellans. És sovint igualment considerat com el tretzè i últim emperador inca anunciat per la profecia feta en els temps de Tupac Yupanqui.

## Llegat

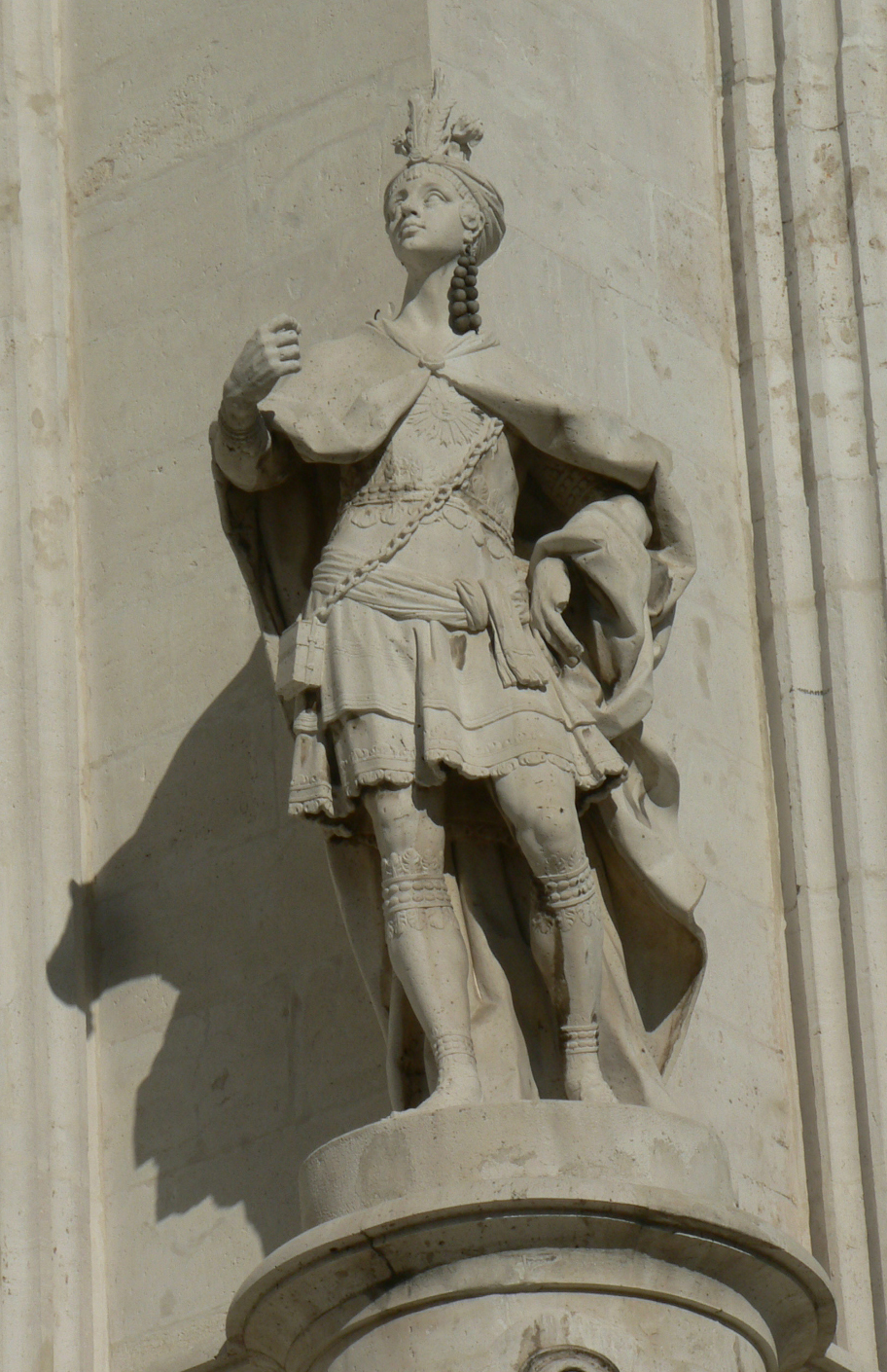
Estàtua d'Atahualpa al Palau Reial de Madrid.

Després de la mort de Francisco Pizarro, Inés Yupanqui, la germana predilecta d'Atahualpa, que havia estat donada a Pizarro en matrimoni pel seu germà, es va casar amb un cavaller espanyol anomenat Ampuero i va marxar cap a Espanya. Es van endur la seva filla per Pizarro amb ells i després va ser legitimada per decret imperial. Francisca Pizarro Yupanqui es va casar amb el seu oncle Hernando Pizarro a Espanya, el 10 d'octubre de 1537; van tenir un fill, Francisco Pizarro y Pizarro. La línia Pizarro va sobreviure a la mort d'Hernando, encara que s'ha extingit en la línia masculina. Entre els descendents directes d'Inés, amb ascendència reial inca, almenys tres nacions llatinoamericanes van governar durant els segles XIX i principis del XX: el president dominicà José Desiderio Valverde i els presidents bolivians Pedro José Domingo de Guerra i Jose Gutierrez Guerra. El tercer fill de Pizarro, d'un familiar d'Atahualpa rebatejat Angelina, que mai va ser legitimat, va morir poc després d'arribar a Espanya. Una altra parent, Catalina Capa-Yupanqui, que va morir el 1580, es va casar amb un noble portuguès anomenat António Ramos, fill d'António Colaço. La seva filla era Francisca de Lima que es va casar amb Álvaro de Abreu de Lima, que també era un noble portuguès.
A Quito, l'estadi de futbol més important rep el nom d’Estadio Atahualpa en honor d'Atahualpa.
A la façana del Palau Reial de Madrid hi ha una estàtua de l'emperador inca Atahualpa, juntament amb una altra de l'emperador asteca Moctezuma II, entre les estàtues dels reis dels antics regnes que van formar Espanya.

### Inkarri
El mite de l''Inkarri sobre la mort i la futura resurrecció d'Atahualpa es va estendre entre els grups indígenes, amb versions del conte documentades fins al poble huilliche del sud de Xile. Una versió rara enregistrada per Tom Dillehay entre els maputxes d’Araucanía explica que Atahualpa va matar Pedro de Valdivia.

## Restes

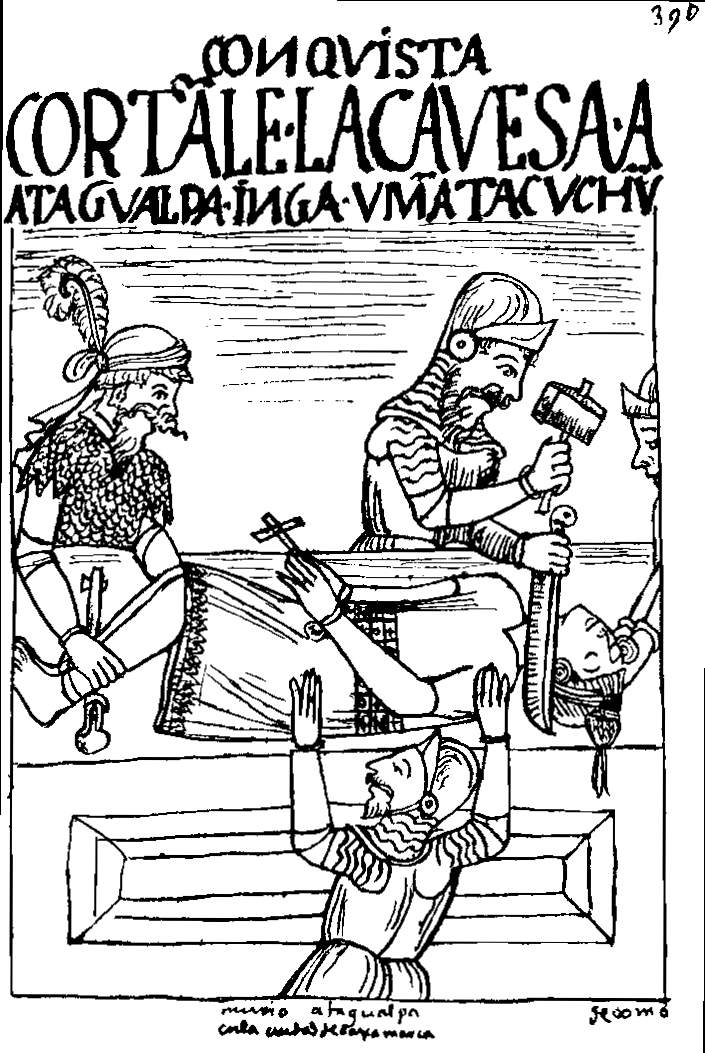
Conquesta: Decapiten Atahualpa Inca · VMÃTA CUCHṼ [ Quítxua: umanta kuchun '(li van tallar el cap']. Dibuix a la Nueva corónica de Guaman Poma.

El lloc d'enterrament d'Atahualpa és desconegut, però la historiadora Tamara Estupiñán argumenta que es troba en algun lloc de l'Equador actual. Argumenta que va ser enterrat a l'Equador per a la seva custòdia. El lloc rep el nom de Malqui-Machay, en quítxua mòmia, i s'han trobat murs de pedra i canals d'aigua subterranis trapezoïdals en aquest lloc. Caldria fer una excavació arqueològica més seriosa per confirmar les creences d'Estupiñán.

## Cultura popular
El conflicte d'Atahualpa Inca amb Pizarro va ser dramatitzat per Peter Shaffer a la seva obra The Royal Hunt of the Sun, que originàriament va ser presentada pel National Theatre el 1964 al Festival de Chichester, i després a Londres a l'Old Vic Theatre. El paper d'Atahualpa va ser interpretat per Robert Stephens i per David Carradine, que va rebre un premi Theatre World a la producció de Broadway de 1965. Christopher Plummer va interpretar Atahualpa a la versió de la pel·lícula del 1969 The Royal Hunt of the Sun. La pista de tancament de l'àlbum de debut de la banda T. Rex anomenada My People Were Fair and Had Sky in Their Hair... But Now They're Content to Wear Stars on Their Brows es titulava Frowning Atahuallpa (My Inca Love)